# アーサー・ホイト
アーサー・ホイト（Arthur Hoyt, 1874年6月5日 - 1953年7月4日）は、アメリカ合衆国の俳優、映画監督である。

## 人物・来歴
1874年（明治7年）6月5日、コロラド州ジョージタウンに生まれる。
当初のキャリアは舞台俳優で、1905年（明治38年）、The Prince Consort に出演、ニューヨーク・ブロードウェイのニュー・アムステルダム劇場、ニッカーボッカー劇場の舞台に立った記録がある。1914年（大正3年）、タンハウザー・カンパニー製作、ファニー・バーク主演の短篇コメディ The Scrub Lady が、もっとも古い映画出演の記録である。
1916年（大正5年）、ユニヴァーサル・フィルム・マニュファクチュアリング・カンパニー（現在のユニバーサル・ピクチャーズ）に入社、同社傘下のレックス・モーション・ピクチャー製作、ウィリアム・ウォーシントン監督、ベス・メレディス脚本、フランクリン・ファーナムの初出演・初主演となる短篇映画 The Heart of a Show Girl に助演して、本格的に映画界に進出する。同年、同社傘下に設立されたブルーバード映画では、ウォーシントン監督、ドロシー・クラーク主演の『死の舞踏』、おなじくファーナム主演の『旅の人』や The Man Who Took a Chance, Bringing Home Father, リン・F・レイノルズ監督、マートル・ゴンザレス主演の『独艇の根拠地』に助演した後、1917年（大正6年）、レイノルズ監督の Mr. Opp に主演、3作を除いていずれも日本でも公開された。同年中にユニヴァーサルは退社している。
1918年（大正7年）、トライアングル・フィルム・コーポレーションに移籍、E・メイソン・ホッパー監督の『桜子』のキャスティングディレクターを務め、ついで同社で、 High Stakes, Station Content の2作を監督している。同2作で監督業からは撤退し、以降、ユニヴァーサル、フォックス・フィルム（現在の20世紀フォックス）、パラマウント映画等を渡り歩く。
1940年（昭和15年）、プレストン・スタージェス監督のデビュー作『偉大なるマッギンティ』に出演、以降、スタージェス組の常連となる。第二次世界大戦後の1947年（昭和22年）、スタージェス監督の『ハロルド・ディドルボックの罪』に出演したのを最後に引退した。
1953年（昭和28年）7月4日、カリフォルニア州ロサンゼルス市ウッドランド・ヒルズで死去した。満78歳没。同市内のパインズ・クレマトリー会堂に眠る。

## おもなフィルモグラフィ
特筆以外すべて出演作である。約300作にものぼる出演作のうち、主演俳優として活躍したサイレント時代を詳述、トーキーとなり、ノンクレジットの脇役・端役が中心となる1930年 - 1947年の時期の約195作は、おもなものに留めた。

### 1910年代
- The Scrub Lady : 監督不明、主演ファニー・バーク、1914年 - 出演・役 James Olcott, a Friend in Need
- The Heart of a Show Girl : 監督ウィリアム・ウォーシントン、脚本ベス・メレディス、主演フランクリン・ファーナム、1916年
- 『死の舞踏』 Love Never Dies : 監督ウィリアム・ウォーシントン、主演ドロシー・クラーク、1916年 - 出演・役 Monsieur Jarnier
- 『旅の人』 A Stranger from Somewhere : 監督ウィリアム・ウォーシントン、主演フランクリン・ファーナム、1916年
- 『浮雲』 The Devil's Bondwoman : 監督ロイド・B・カールトン、主演ドロシー・ダヴェンポート、1916年
- Little Partner : 監督ウィリアム・ウォーシントン、主演フランクリン・ファーナム、1916年
- The Man Who Took a Chance : 監督ウィリアム・ウォーシントン、主演フランクリン・ファーナム、1917年 - 出演・役 James
- Perils of the Secret Service : 監督ジョージ・ブロンソン・ハワード / ジャック・ウェルズ、1917年 - 「第5話」に出演
- The Man in the Trunk : 監督ジョージ・ブロンソン・ハワード、1917年
- Bringing Home Father : 監督ウィリアム・ウォーシントン、主演フランクリン・ファーナム、1917年 - 出演・役 Pa Swazey
- 『独艇の根拠地』 The Show Down : 監督リン・F・レイノルズ、主演マートル・ゴンザレス、1917年 - 出演・役 Oliver North
- Mr. Opp : 監督リン・F・レイノルズ、1917年 - 主演・役 Mr. D. Webster Opp
- Unto the End : 監督ハリッシュ・イングレアム、1917年 - 主演
- 『桜子』 Her American Husband : 監督E・メイソン・ホッパー、主演テディ・サンプソン、1918年 - キャスティングディレクター
- High Stakes : 主演J・バーニー・シェリー、1918年 - 監督
- Station Content : 主演グロリア・スワンソン、1918年 - 監督
- The Yellow Dog : 監督コリン・キャンベル、1918年 - 出演・役 Albert Walker
- 『臆病者の家』 Cowardice Court : 監督ウィリアム・C・ドウラン、1919年 - 出演・役 Lord Cecil Bazelhurst
- 『猛襲』（別題『物凄い勝負』） The Grim Game : 監督アーヴィン・V・ウィラット、1919年 - 出演・役 Dr. Harvey Tyson

### 1920年代
- The Triflers : 監督クリスティ・キャバンヌ、1920年 - 出演・役 Charles Lewiston
- The Girl in Number 29 : 監督ジャック・フォード、1920年 - 出演・役 Valet
- 『篤志看護婦』 Nurse Marjorie : 監督ウィリアム・デズモンド・テイラー、1920年 - 出演・役 Anthony, Duke of Donegal
- The Desperate Hero : 監督ウェズリー・ラッグルズ、1920年 - 出演・役 Whitty
- 『喇叭島』 Trumpet Island : 監督トム・テリス、1920年 - 出演・役 Henry Caron
- 『悲しき情歌』 In the Heart of a Fool : 監督アラン・ドワン、1920年 - 出演・役 Mortie Sands
- 『虚栄の奴隷』 A Slave of Vanity : 監督ヘンリー・オットー、1920年 - 出演・役 Croker Harrington
- 『黙示録の四騎士』 The Four Horsemen of the Apocalypse : 監督レックス・イングラム、1921年 - 出演・役 Lieut. Schnitz
- 『妻を疎んずる勿れ』（別題『妻を愛せ』） Don't Neglect Your Wife : 監督ウォーレス・ウォースリー、1921年 - 出演・役 Ben Travers
- 『椿姫』（別題『カミーユ』） Camille : 監督レイ・C・スモールウッド、1921年 - 出演・役 Count de Varville
- 『豪勇無敵』 Red Courage : 監督B・リーヴス・イースン、1921年 - 出演・役 Nathan Hitch
- 『処女の頃』 The Foolish Age : 監督ウィリアム・A・サイター、1921年 - 出演・役 Lester Hicks
- Too Much Wife : 監督トーマス・ヘフロン、1922年 - 出演・役 John Coningsby
- 『結婚は失敗か』 Is Matrimony a Failure? : 監督ジェームズ・クルーズ、1922年 - 出演・役 Mr. Wilbur
- 『舞踏会の夜』 Kissed : 監督キング・バゴット、1922年 - 出演・役 Horace Peabody
- 『休なき魂』 Restless Souls : 監督ロバート・エンスミンジャー、1922年 - 出演・役 Edgar Swetson
- 『紐育の屋上』 The Top of New York : 監督ウィリアム・デズモンド・テイラー、1922年 - 出演・役 Mr. Brady
- The Understudy : 監督ウィリアム・A・サイター、1922年 - 出演・役 Cathbert Vane
- 『結婚前』（別題『恋は真平』） Love Is an Awful Thing : 監督ヴィクター・ヒアマン、1922年 - 出演・役 Harold Wright
- Little Wildcat : 監督デイヴィッド・スミス、1922年 - 出演・役 Mr. Wilding
- 『富に群る者』 The Strangers' Banquet : 監督マーシャル・ニーラン、1922年 - 出演・役 Morel
- An Old Fashioned Sweetheart of Mine : 監督不明、1923年
- 『真白き花』（別題『白薔薇』） The White Flower : 監督ジュリア・クロフォード・アイヴァース、1923年 - 出演・役 Gregory Bolton
- 『売られ行く魂』 Souls for Sale : 監督ルパート・ヒューズ、1923年 - ノンクレジット出演・役 Jimmy Leland
- 『若葉の庭に』 An Old Sweetheart of Mine : 監督ハリー・ガースン、1923年 - 出演・役 Frederick McCann
- 『恋の関門』 The Love Piker : 監督E・メイソン・ホッパー、1923年 - 出演・役 Professor Click
- 『女性礼賛』 To the Ladies : 監督ジェームズ・クルーズ、1923年 - 出演・役 Tom Baker
- Do It Now : 監督デューク・ウォーン、1924年
- 『女軍難船』（別題『気侭な花嫁』） Daring Youth : 監督ウィリアム・ボーディン、1924年 - 出演・役 Winston Howell
- 『男子起たば』 When a Man's a Man : 監督エドワード・F・クライン、1924年 - 出演・役 Professor Parkhill
- Bluff : 監督サム・ウッド、1924年 - 出演・役 Algy Henderson
- 『親爺教育』 The Dangerous Blonde : 監督ロバート・F・ヒル、1924年 - 出演・役 Mr. Faraday
- 『子を忘れし母』 Her Marriage Vow : 監督ミラード・ウェッブ、1924年 - 出演・役 Winslow
- Sundown : 監督ハリー・O・ホイト、1924年 - 出演・役 Henry Crawley
- 『ロスト・ワールド』 The Lost World : 監督ハリー・O・ホイト、1925年 - 出演・役 Prof. Summerlee
- 『風に逆らひて』 Head Winds : 監督ハーバート・ブラシェ、1925年 - 出演・役 Winthrop Van Felt
- 『スポーツの女神』 The Sporting Venus : 監督マーシャル・ニーラン、1925年 - 出演・役 Detective
- Private Affairs : 監督レノード・ホフマン、1925年 - 出演・役 Alf Stacy
- Any Woman : 監督ヘンリー・キング、1925年 - 出演・役 Jones
- 『恋の鉄条網』 Eve's Lover : 監督ロイ・デル・ルース、1925年 - 出演・役 Amos Potts
- 『恋の修羅城』 The Coming of Amos : 監督ポール・スローン、1925年 - 出演・役 Bendyke Hamilton
- 『傷める胡蝶』 The Gilded Butterfly : 監督ジョン・グリフィス・レイ、1926年 - 出演・役 Mr. Ralston
- The Danger Girl : 監督エドワード・ディロン、1926年 - 出演・役 Mortimer Travers
- Monte Carlo : 監督クリスティ・キャバンヌ、1926年 - 出演・役 Bancroft
- The Crown of Lies : 監督ディミトリ・ブコウスキー、1926年 - 出演・役 Fritz
- 『深夜の太陽』 The Midnight Sun : 監督ディミトリ・ブコウスキー、1926年 - 出演・役 Yessky - Kusmin's Secretary
- Eve's Leaves : 監督ポール・スローン、1926年 - 出演・役 Missionary
- 『操り人形糸違ひ』 Footloose Widows : 監督ロイ・デル・ルース、1926年 - 出演・役 Henry
- Up in Mabel's Room : 監督E・メイソン・ホッパー、1926年 - 出演・役 Simpson
- 『偽りの警報』 The False Alarm : 監督フランク・オコナー、1926年
- Dangerous Friends : 監督フィニス・フォックス、1926年 - 出演・役 Frederick Betts
- For Wives Only : 監督ヴィクター・ヒアマン、1926年 - 出演・役 Dr. Fritz Schwerman
- 『紅草紙』 An Affair of the Follies : 監督ミラード・ウェッブ、1927年 - 出演・役 The Inventor
- 『怪騎手』 The Mysterious Rider : 監督ジョン・ウォーターズ、1927年 - 出演・役 King's Secretary
- 『恋愛保険』 The Love Thrill : 監督ミラード・ウェッブ、1927年 - 出演・役 Bragdon
- Tillie the Toiler : 監督ホバート・ヘンリー、1927年 - 出演・役 Mr. Smythe
- 『モダン十誡』 Ten Modern Commandments : 監督ドロシー・アーズナー、1927年 - 出演・役 George Disbrow
- The Rejuvenation of Aunt Mary : 監督アール・C・ケントン、1927年 - 出演・役 Gus Watkins
- 『上海目指して』 Shanghai Bound : 監督ルーサー・リード、1927年 - 出演・役 Algy
- A Texas Steer : 監督リチャード・ウォーレス、1927年 - 出演・役 Knott Innitt
- Husbands for Rent : 監督ヘンリー・レーアマン、1927年 - 出演・役 Waldo Squibbs
- 『金髪騒動』（別題『金髪の歌』） Just Married : 監督フランク・ストレイヤー、1928年 - 出演・役 Steward
- 『のらくら新療法』 Home, James : 監督ウィリアム・ボーディン、1928年 - 出演・役 William Waller, floorwalker
- 『ラッシュアワー』 The Rush Hour : 監督E・メイソン・ホッパー、1928年 - 出演・役 Professor Jones
- My Man : 監督アーチー・メイヨ、1928年 - 出演・役 Thorne
- Stolen Kisses : 監督レイ・エンライト、1929年 - 出演・役 Hoyt
- 『新聞と暴力』 Protection : 監督ベンジャミン・ストロフ、1929年
- 『愛慾の轍』 The Wheel of Life : 監督ヴィクター・シャーツインガー、1929年 - 出演・役 George Faraker
- Say It with Songs : 監督ロイド・ベーコン、1929年 - 出演・役 Mr. Jones
- Her Private Affair : 監督ロッロ・ロイド / ポール・L・スタイン、1929年 - 出演・役 Michael Sturm
- 『七つの鍵』 Seven Keys to Baldpate : 監督レジナルド・バーカー、1929年 - 出演シーン削除・役 Professor Boyle

### 1930年代
- 『尖端娘商売』 The Life of the Party : 監督ロイ・デル・ルース、1930年
- Take 'em and Shake 'em : 監督ロスコー・アーバックル、1931年
- 『待ちかねる処女』 Impatient Maiden : 監督ジェームズ・ホエール、1932年
- Love in High Gear : 監督フランク・ストレイヤー、1932年
- Dynamite Ranch : 監督フォレスト・シェルドン、1932年
- 『狂乱のアメリカ』 American Madness : 監督フランク・キャプラ、1932年
- Vanity Street : 監督ニック・グリンド、1932年
- Goldie Gets Along : 監督マルコム・セント・クレア、1933年
- His Private Secretary : 監督フィル・ホイットマン、1933年
- A Shriek in the Night : 監督アルバート・レイ、1933年
- In the Money : 監督フランク・ストレイヤー、1934年
- 『或る夜の出来事』 It Happened One Night : 監督フランク・キャプラ、1934年
- Marrying Widows : 監督サム・ニューフィールド、1934年
- Springtime for Henry : 監督フランク・タトル、1934年
- Paradise Express : 監督ジョセフ・ケイン、1937年
- 『作家と御婦人』 Ever Since Eve : 監督ロイド・ベーコン、1937年

### 1940年代
- 『偉大なるマッギンティ』 The Great McGinty : 監督プレストン・スタージェス、1940年
- 『サリヴァンの旅』 Sullivan's Travels : 監督プレストン・スタージェス、1941年
- 『結婚五年目』 The Palm Beach Story : 監督プレストン・スタージェス、1942年
- 『凱旋の英雄万歳』 Hail the Conquering Hero : 監督プレストン・スタージェス、1944年
- 『ハロルド・ディドルボックの罪』 The Sin of Harold Diddlebock : 監督プレストン・スタージェス 、1947年

## 関連事項
- ジョージタウン (コロラド州) （en:Georgetown, Colorado）
- ニュー・アムステルダム劇場 （en:New Amsterdam Theatre）
- ニッカーボッカー劇場 (ブロードウェイ) （en:Knickerbocker Theatre (Broadway)）
- タンハウザー・カンパニー （en:Thanhouser Company）
- ウッドランド・ヒルズ (ロサンゼルス市) （en:Woodland Hills, Los Angeles, California）
- パインズ・クレマトリー会堂 （en:Chapel of the Pines Crematory）

## 註
1. 1 2 3 4 5 6 7 8 9 10 11 12 13  Arthur Hoyt, Internet Movie Database （英語）, 2010年6月21日閲覧。
2. ↑  Arthur Hoyt, Internet Broadway Database （英語）, 2010年6月21日閲覧。
3. ↑  Franklyn Farnum - IMDb（英語）, 2010年6月21日閲覧。
4. ↑  『ブルーバード映画の記録』 : 製作・著・発行山中十志雄・塚田嘉信、1984年4月、p.60-63.
5. ↑  Arthur Hoyt, Find A Grave （英語）, 2010年6月21日閲覧。